# Бурси
Бурси (фр. Boursies) насеље је и општина у североисточној Француској у региону Север-Па д Кале, у департману Север која припада префектури Камбре.
По подацима из 2011. године у општини је живело 343 становника, а густина насељености је износила 45,01 становника/km². Општина се простире на површини од 7,62 km². Налази се на средњој надморској висини од 90 метара (максималној 103 m, а минималној 64 m).

## Демографија
| 1962. | 1968. | 1975. | 1982. | 1990. | 1999. | 2011. |
| ----- | ----- | ----- | ----- | ----- | ----- | ----- |
| 297   | 318   | 285   | 239   | 243   | 285   | 343   |

График промене броја становника у току последњих година